# Mbanza-Ngungu (territoire)
Le Territoire de Mbanza-Ngungu est une subdivision administrative de la province du Kongo central en république démocratique du Congo. Il a pour chef-lieu Mbanza-Ngungu.

## Communes
Le territoire compte 3 communes rurales de moins de 80 000 électeurs.
- Kwilu-Ngongo, (7 conseillers municipaux)
- Lukala, (7 conseillers municipaux)
- Mbanza-Ngungu, (7 conseillers municipaux)

## Secteurs
Le territoire de Mbanza-Ngungu est organisé en 7 secteurs et 39 groupements.
- Boko, constitué de 8 groupements : Kiazi, Kifwa, Kindundu, Lovo, Luvaka, Mbanza-Nsundi, Nkolo, Tadila
- Gombe-Matadi, constitué de 5 groupements : Gombe-Matadi, Kiluangu, Kinkuzu, kinzinga et Nkandu-Kiana
- Gombe-Sud, constitué de 8 groupements : Bangu, Kiluango, Kinsede, Luvaka, Mbanza-Mbata, Mongo, Ngombe-Sud et Nkiende.
- Kivulu, constitué de 4 groupements : Kolo-Tava, Mbanza-Nsundi, Mbengo-A-Ntadi, Ndembo.
- Kwilu-Ngongo, constitué de 5 groupements : Luvituku, Mawete, Mbanza-Makuta, Tumba-Vata, Tungua.
- Lunzadi, constitué de 4 groupements : Kindunga, Nkazu, Nkusu, Nzimba.
- Ntimansi, constitué de 13 groupements :  Fumvu, Kilua, Kiloko, Kongo-Botongo, Lombo-Fuese, Lukunga, Ndunga, Nionga, Nkandanda, Ntadi, Nzundu, Sanga, Sanzala.

## Population
La population du territoire compte six tribus principales appartenant à l'ethnie Bakongo : Bandibu, Bambata, Bambeko, Bampangu, Basundi, Besi-Ngombe.